# Asesinato de Dawn Magyar
Dawn Lee Swan Magyar (Corunna, Míchigan; 28 de marzo de 1952 - condado de Saginaw, Míchigan; 27 de enero de 1973) fue una mujer estadounidense que fue encontrada asesinada en marzo de 1973 en una zona boscosa de Chapin (Míchigan). Se había denunciado su desaparición el 27 de enero de 1973 desde su domicilio en Chesaning. Se cree que fue secuestrada en un centro comercial cercano a Owosso, y se descubrió que había sido violada y recibió tres disparos.
Tras una larga investigación, las nuevas tecnologías en análisis de ADN permitieron a la policía del condado de Saginaw, acusar en 2001 a Jerald Leroy Wingeart, quien fue identificado gracias al ADN recogido en la escena del crimen. En noviembre de 2001, fue juzgado y condenado por el caso, y sentenciado a cadena perpetua. El caso se cerró más de 28 años después de que se encontrara el cuerpo de Magyar.

## Antecedentes
Magyar nació como Dawn Lee Swan el 28 de marzo de 1952 en Corunna (Míchigan), hija de Eleanor y Ralph Swan. Tenía dos hermanos, Max y Larry. Los hermanos crecieron allí y asistieron a escuelas locales; Swan se graduó en el instituto en 1970. Estaba casada con Don Magyar. En el momento de su asesinato, tenía 20 años y acababan de celebrar el primer cumpleaños de su hijo. Vivían en Chesaning (Míchigan).

## Asesinato
Se cree que Magyar fue secuestrada el 27 de enero de 1973, después de hacer la compra en Owosso (Míchigan), en el condado de Shiawassee. La última persona que la vio fue una amiga que habló brevemente con ella en la cola de la caja del supermercado y la vio salir de la tienda con sus compras.
Como Magyar no regresó a casa ese día, su marido denunció su desaparición. Al día siguiente, la policía encontró la camioneta prestada que ella había estado conduciendo en el aparcamiento del centro comercial; sus compras estaban dentro y sus llaves esparcidas junto a la camioneta, lo que sugería un secuestro forzoso. A pesar de una búsqueda masiva en la zona en la que participaron 4000 voluntarios locales, Magyar no fue encontrada.
El 4 de marzo, su cuerpo fue descubierto por dos hermanos pequeños, Wayne y Bill Somers, que estaban recolectando savia de arce en la granja familiar en el condado de Saginaw. El forense determinó que Magyar había sido violada y que le habían disparado tres veces en la cabeza y la espalda con un arma calibre 22. La autopsia indicó que probablemente había sido asesinada en los 90 minutos siguientes a su secuestro. Las balas procedían de dos cartuchos de la marca Remington y uno de la marca Winchester.
En junio de 1974, se recuperó del río Shiawassee, en el municipio de Owosso, un revólver calibre 22 que se cree que fue el arma homicida. El revólver estaba oxidado y no podía disparar, pero aún estaba cargado. Contenía tres cartuchos usados que coincidían con la marca de las balas que mataron a Magyar. El arma fue rastreada hasta una casa de empeños en Yuma (Arizona), donde un hombre llamado Robert Shaw la había comprado en 1965. En 1976, la cartera y la identificación de Magyar fueron encontradas en la orilla del río Shiawassee, en la misma zona donde se había encontrado la pistola del calibre 22.

## Reapertura del caso
En 1995, la policía estatal decidió reactivar el caso. Un sargento detective que revisaba casos sin resolver se dio cuenta de que los avances en el análisis de ADN (que no estaba disponible como herramienta forense cuando se llevó a cabo la investigación original) podrían aportar pruebas para identificar al asesino de Magyar, ya que la policía del condado había recogido muestras de esperma del cuerpo en el momento del crimen. El Laboratorio de ADN de la Policía Estatal de Michigan en East Lansing organizó pruebas forenses de ADN con este material para desarrollar perfiles de Magyar y de su posible violador y asesino. También organizaron pruebas en un laboratorio independiente. Reanudaron la búsqueda de los hombres conocidos en la vida de Magyar.
En 1998, la policía localizó al propietario del arma, Robert Shaw. Este declaró a las autoridades que era el propietario del arma que habían encontrado, pero que la había perdido muchos años atrás. Las pruebas de ADN lo exculparon del caso. Unos años más tarde, Shaw dijo a la policía que recordaba que, poco después de divorciarse, su exmujer había salido con un hombre llamado Jerald Leroy Wingeart. Afirmó que Wingeart podría haberle quitado el arma en aquella época.
La policía descubrió que Wingeart, de 20 años, entonces estudiante de ingeniería de la Universidad de Michigan, había sido condenado en 1961 por la violación de una estudiante ciega de la universidad y el robo a mano armada de su acompañante en el municipio de Ann Arbor. Cumplió seis de los ocho años de condena y salió en libertad condicional en diciembre de 1967, completando su libertad condicional en diciembre de 1969. Más tarde trabajó como camionero de larga distancia y vivió en más de un estado.
Cuando la policía se enteró de su relación con el caso Magyar, Wingeart tenía 60 años y vivía tranquilamente en Center Line (Míchigan), con su cuarta esposa. Tenía una hija adulta de un matrimonio anterior. Trabajaba en la oficina de contabilidad de la planta de estampación de Chrysler en Sterling Heights. Conocido por sus habilidades informáticas, era considerado un miembro respetado de su comunidad.

## Detención y condena
Durante la investigación policial, se obtuvo el ADN de Wingeart a partir de la saliva de las colillas de cigarrillos que había utilizado y tirado a la basura. Se descubrió que su ADN coincidía con las muestras tomadas en la escena del crimen de Magyar. También determinaron que Wingeart había estado en la zona de Owosso visitando a un amigo en la época del asesinato de Magyar. Al no poder establecer ningún vínculo entre Wingeart y Magyar, los investigadores creyeron que Wingeart había visto a la joven en la tienda o en el aparcamiento del centro comercial y la había elegido al azar como víctima.
El 7 de marzo de 2001, Wingeart, de sesenta años, fue detenido y acusado del asesinato de Magyar. No se le pudo acusar de secuestro ni de violación debido a la prescripción de esos delitos, de 10 y 6 años, respectivamente. Fue juzgado en noviembre de ese año en el juzgado del condado de Shiawassee. En su defensa, alegó que había mantenido relaciones sexuales consentidas con Magyar. Sin embargo, los expertos testificaron que el ADN de Wingeart había quedado en Magyar durante el breve periodo de tiempo en que estuvo desaparecida y fue asesinada. El 27 de noviembre de 2001, Wingeart fue declarado culpable de delito grave en primer grado y asesinato premeditado. En 2002 fue condenado a cadena perpetua sin posibilidad de libertad condicional.
La madre de Magyar, Eleanor, y su hermano Larry Swan y su esposa vivieron para ver que se hiciera justicia por Dawn. El padre, Ralph Swan, había fallecido en 1988. Jerald Wingeart murió en prisión. Su estado penitenciario se cambió a «liberado» el 20 de agosto de 2022, según los registros del MDOC.

## Estado de las apelaciones
La apelación de Wingeart contra su condena fue rechazada en 2003 por el Tribunal de Apelación de Michigan, que confirmó el veredicto. En mayo de 2004, el Tribunal Supremo de Michigan denegó su apelación contra esa sentencia.

## Posibilidad de nuevos cargos contra Wingeart
En el momento de su condena, Wingeart estaba siendo investigado por la muerte de varias mujeres jóvenes y otros delitos cometidos en los condados de Washtenaw e Ionia en los diez años anteriores. El Argus-Press informó en mayo de 2004 que la Fiscalía General de Míchigan había anunciado que estaba revisando el caso sin resolver de la violación y el asesinato de Laura Mae McVeigh, de 16 años, ocurrido el 7 de abril de 1979 cerca de Hubbardston, en el condado de Ionia, con la posibilidad de presentar cargos contra Wingeart. Dado que nunca había sido juzgado por el asesinato de McVeigh, no se aplicaría la prohibición de doble incriminación. Los fiscales estaban colaborando con la Policía Estatal de Michigan y los investigadores del condado de Ionia.
En 1981, Wingeart había sido detenido por cargos relacionados con la muerte de McVeigh. En el momento de su detención, vivía en Albany (Nueva York), y regresaba a su casa para visitar a sus padres en Niles (Míchigan), donde había crecido y se había mudado al menos dos veces en los dos años anteriores. El caso fue desestimado antes del juicio en 1982 por el juez del condado de Wexford (Míchigan), quien dictaminó que la policía había violado los derechos de Wingeart durante la búsqueda de pruebas. En el momento del asesinato de McVeigh, Wingeart tenía 38 años y vivía en Eaton Rapids; trabajaba para el gobierno estatal. Se sabía que había abandonado la zona después de la desaparición de McVeigh y antes de que se encontrara su cuerpo, un mes después de su muerte; se mudó a Nueva York. En dos años, había regresado a Míchigan. En 2004, la policía dijo que esperaba utilizar los avances en el análisis de ADN y otras tecnologías forenses en su investigación.